# Bruno Coulais
Bruno Coulais (Parigi, 13 gennaio 1954) è un compositore francese di colonne sonore cinematografiche, tre volte vincitore del Premio César per la migliore musica da film.

## Biografia
Di formazione classica, attivo sia in campo televisivo che cinematografico fin dagli anni ottanta, raggiunge la notorietà alla fine degli anni novanta, grazie alla colonna sonora del documentario naturalistico Microcosmos - Il popolo dell'erba (1996), film vincitore di cinque Premi César 1997, fra cui quello per la miglior musica. Conquista un secondo César nel 2000 con Himalaya - L'infanzia di un capo.
Il successo raggiunto lo rende richiesto per i maggiori blockbuster francesi, come I fiumi di porpora (2000), Belfagor - Il fantasma del Louvre (2001) e Vidocq - La maschera senza volto (2001), ma continua a occuparsi anche di documentari, come Il popolo migratore (2001) e Genesis (2004), e di televisione.
Raggiunge la massima affermazione con Les choristes - I ragazzi del coro (2004) di Christophe Barratier, enorme successo in patria (oltre otto milioni di spettatori) e candidato all'Oscar e al Golden Globe come miglior film straniero, in cui la musica è un elemento fondamentale: vince per la terza volta il César e per la prima volta l'Europea Award e l'Étoile d'or, è candidato al Premio BAFTA e all'Oscar alla migliore canzone.
Nel 2009 cura la colonna sonora di due candidati all'Oscar al miglior film d'animazione, The Secret of Kells  e Coraline e la porta magica.

## Filmografia parziale

### Cinema
- La Femme secrète, regia di Sébastien Grall (1986)
- Zanzibar, regia di Christine Pascal (1989)
- Il ritorno di Casanova (Le Retour de Casanova), regia di Édouard Niermans (1992)
- Le petit prince a dit, regia di Christine Pascal (1992)
- Vieille canaille, regia di Gérard Jourd'hui (1992)
- Le fils du requin, regia di Agnès Merlet (1993)
- Il tempo (Waati), regia di Souleymane Cissé (1995)
- Microcosmos - Il popolo dell'erba (Microcosmos), regia di Claude Nuridsany e Marie Pérennou (1996)
- Serial Lover, regia di James Huth (1998)
- Don Juan, regia di Jacques Weber (1998)
- Himalaya - L'infanzia di un capo (Himalaya, l'enfance d'un chef), regia di Éric Valli (1999)
- Le Libertin, regia di Gabriel Aghion (2000)
- Harrison's Flowers, regia di Elie Chouraqui (2000)
- I fiumi di porpora (Les Rivières pourpres), regia di Mathieu Kassovitz (2000)
- Belfagor - Il fantasma del Louvre (Belphégor - Le Fantôme du Louvre), regia di Jean-Paul Salomé (2001)
- De l'amour, regia di Jean-François Richet (2001)
- Vidocq - La maschera senza volto (Vidocq), regia di Pitof (2001)
- Il popolo migratore (Le peuple migrateur), regia di Jacques Perrin (2001)
- Les choristes - I ragazzi del coro (Les choristes), regia di Christophe Barratier (2004)
- Agents secrets, regia di Frédéric Schoendoerffer (2004)
- Genesis, regia di Claude Nuridsany e Marie Pérennou (2004)
- Sempre vivu!, regia di Robin Renucci (2007)
- Truands, regia di Frédéric Schoendoerffer (2007)
- Le deuxième souffle, regia di Alain Corneau (2007)
- Hellphone, regia di James Huth (2007)
- L'ultima missione (MR 73), regia di Olivier Marchal (2008)
- Agathe Cléry, regia di Étienne Chatiliez (2008)
- The Secret of Kells, regia di Tomm Moore e Nora Twomey (2009)
- Coraline e la porta magica (Coraline), regia di Henry Selick (2009)
- La vita negli oceani (Océans), regia di Jacques Perrin e Jacques Cluzaud (2009)
- Au fond des bois, regia di Benoît Jacquot (2010)
- Il mio migliore incubo! (Mon pire cauchemar), regia di Anne Fontaine (2011)
- La Mer à l'aube, regia di Volker Schlöndorff (2011)
- Addio mia regina (Les Adieux à la Reine), regia di Benoît Jacquot (2012)
- Marsupilami (Sur la piste du Marsupilami), regia di Alain Chabat (2012)
- Amazzonia, regia di Thierry Ragobert (2013)
- Tre cuori (3 Cœurs), regia di Benoît Jacquot (2014)
- La canzone del mare (Song of the Sea), regia di Tomm Moore (2014)
- Journal d'une femme de chambre, regia di Benoît Jacquot (2015)
- La Mélodie - Suona sogna vola (La Mélodie), regia di Rachid Hami (2017)
- Normandie nue, regia di Philippe Le Guay (2018)
- Wolfwalkers- Il popolo dei lupi (Wolfwalkers), regia di Tomm Moore e Ross Stewart (2020)
- Maigret, regia di Patrice Leconte (2022)
- Wendell & Wild, regia di Henry Selick (2022)
- La verità secondo Maureen K. (La Syndicaliste), regia di Jean-Paul Salomé (2022)
- Il caso Belle Steiner (Belle), regia Benoît Jacquot (2024)

### Televisione
- Gli eredi (Les héritiers), regia di Josée Dayan (1997)
- Il conte di Montecristo (Le Comte de Monte Cristo), regia di Josée Dayan (1998)
- Arrivederci Neda (Das Mädchen aus der Fremde), regia di Peter Reichenbach (1999)
- Balzac, regia di Josée Dayan (1999)
- La maledizione dei Templari (Les rois maudits), regia di Josée Dayan (2005)
- Accadde in aprile (Sometimes in April), regia di Raoul Peck - film TV (2005)
- La favorita del re (Diane de Poitiers), regia di Josée Dayan – miniserie TV (2022)